# Marcy-sous-Marle
Marcy-sous-Marle es una comuna francesa situada en el departamento de Aisne, de la región de Alta Francia.

## Geografía
Está ubicada a 20 km al norte de Laon.

## Demografía
| 279 | 261 | 238 | 265 | 235 | 233 | 220 | 195 |
| Para los censos de 1962 a 1999 la población legal corresponde a la población sin duplicidades (Fuente: INSEE [Consultar]) |     |     |     |     |     |     |     |